# 임종혁 (희극인)
임종혁(1986년 12월 15일 ~ )은 대한민국의 희극 배우 겸 연극 배우이다. 희극 배우 장윤석과 '낄낄상회'라는 제하의 유튜브 콘텐츠를 진행하고 있다.

## 학력
- 순천효천고등학교 졸업
- 예원예술대학교 코미디연기학과 졸업

## 출연 작품
- KBS2 《개그콘서트》
  - 《달라스》
  - 《억수르》
  - 《나 혼자 남자다》
  - 《선배, 선배!》
  - 《은밀하게 연애하게》
  - 《라스트 헬스보이》
  - 《이.개.세 (이 개그맨들이 사는 세상)》
  - 《민상토론》
  - 《대륙의 별》
  - 《기승전병》
  - 《베테랑》
  - 《아재씨》
  - 《평양의 후예》
  - 《꽃샘주의》 선생님 역
  - 《해보고 싶었습니다》 경찰 역
  - 《핵갈린 늬우스》
  - 《돌아가》
  - 《고성방가》 아들 역
  - 《창과 방패》
  - 《조용!必》 대학생 역
  - 《아무 말 대잔치》
  - 《힘을 내요! 슈퍼 뚱맨》
  - 《남이 될 수 있을까》 헤어진 남자 역
  - 《형제 진행형(ing)》 맏형 역
  - 《잘 좀 훼방》
  - 《헤어지는 중입니다》
  - 《고구마》고구마 2 역
  - 《습관적 부부》
- KBS1
  - 《TV쇼 진품명품》1445회 (습관적 부부 홍예슬& 장윤석 동반 출연)
- tvN 《코미디빅리그》(2013년)
  - 《흔남흔녀》
  - 《문화야 놀자》
  - 《바보사랑》
- SBS 《놀라운 대회 스타킹》(2012년)

## 유행어

### <코미디 빅리그>
- 엄마!! (흔남흔녀)
- 미안! (흔남흔녀)
- 메렁메렁~ (흔남흔녀)

### <개그콘서트>
- 긴장해! 나 촉 되게좋아!~(은밀하게 연애하게)
- 뭐야? 뭐야?(은밀하게 연애하게)
- 끆끆끆끆끆끆끆~(은밀하게 연애하게)
- 나 방금 ○○○됐어!(은밀하게 연애하게)
- 음~ 아니디 아니디~(평양의 후예)
- 토렌도 좀 읽으라우~(평양의 후예)
- 반가워요! 잇츠미~! 션샤인~!(꽃샘주의)
- 학생들 다시 샤인~!(꽃샘주의)
- 조용 구다사이프리즈~!(꽃샘주의)
- 잇츠 뭉클~!(꽃샘주의)
- 잇츠 0000~(꽃샘주의)
- 다녀왔습니다... (고성방가)